# Txaldanka
Txaldanka (en rus: Чалданка) és un poble del krai de Primórie, a l'Extrem Orient de Rússia, que en el cens del 2010 tenia un habitant. Pertany al districte rural de Dalnerétxenski.